# Eficiencia bayesiana
La eficiencia bayesiana aborda una definición económica práctica  de la eficiencia de Pareto donde hay información incompleta.
En virtud de la eficiencia de Pareto, la asignación de un recurso es Pareto eficiente si no existe otra asignación de ese recurso que mejorar la situación de alguien sin empeorar la de otro participante. Esto impone una limitación en el concepto de eficiencia de Pareto, pues se asume que el conocimiento acerca de otros participantes en el mercado está disponible para todos los participantes, haciendo que cada jugador conozca los beneficios y estrategias disponibles para otros agentes con el fin de contar con información completa. Sin embargo, a menudo los jugadores tienen información que se oculta de otro jugador.
La falta de información completa plantea una cuestión de cuándo se debe hacer el cálculo de la eficiencia. La comprobación de la eficiencia se puede hacer ex ante (antes de que el agente vea sus tipos), en la etapa intermedia después de que el agente vea sus tipos o a posteriori (etapa donde el agente tendrá la información completa acerca de sus tipos). Otra cuestión es la de incentivo. Si una regla de asignación de recursos es eficiente, pero no hay ningún incentivo para cumplir con esa norma o aceptar esa regla, entonces el principio de revelación afirma que no existe un mecanismo por el cual esta regla de asignación puede hacerse realidad.

La eficiencia bayesiana supera los problemas de la eficiencia de Pareto al tener en cuenta la información incompleta, abordando el momento de la evaluación (ex ante eficiente, puesto interino eficiente, o ex eficiente), y añadiendo un calificador de incentivo para que la regla de asignación sea compatible con los incentivos.
La eficiencia bayesiana define por separado tres tipos de eficiencia: ex ante, provisional y ex post. Para una regla de asignación {\displaystyle x:T\to A}:
Ex ante efficiency: {\displaystyle x}  es compatible con incentivos y no existe una regla de asignación compatible con incentivos {\displaystyle y:T\to A} tal que:
{\displaystyle \int u^{i}(y(t),t)dG^{i}(t)\geq \int u^{i}(x(t),t)dG^{i}(t)}
para todo {\displaystyle i}, con estricta desigualdad para algún {\displaystyle i}.
Interim efficiency: {\displaystyle x} s un incentivo compatible, y no existe una regla de asignación compatible con incentivos {\displaystyle y:T\to A} tal que:
{\displaystyle \int U^{i}(y(t),t)dG^{i}(t_{-i}|t_{i})\geq \int U^{i}(x(t),t)dG^{i}(t_{-i}|t_{i})}
para todo {\displaystyle i} and {\displaystyle t_{i}}, con una estricta desigualdad para algunos {\displaystyle i} y {\displaystyle t_{i}}.
Ex post efficiency: {\displaystyle x} es un incentivo compatible, y no existe una regla de asignación compatible con incentivos {\displaystyle y:T\to A} que
{\displaystyle U^{i}(y(t),t)\geq U^{i}(x(t),t)}
para todo {\displaystyle i}, con una estricta desigualdad para algunos {\displaystyle i}.
Aquí,  {\displaystyle G^{i}} son creencias, {\displaystyle U^{i}} son funciones de utilidad, y {\displaystyle i} son agentes. Una asignación ex ante siempre es interina y ex post eficiente, y una asignación eficiente interina es siempre ex post eficiente.